# QuébecOiseaux
Pour un article plus général, voir Regroupement QuébecOiseaux.
 (avril 2021).
Si vous disposez d'ouvrages ou d'articles de référence ou si vous connaissez des sites web de qualité traitant du thème abordé ici, merci de compléter l'article en donnant les références utiles à sa vérifiabilité et en les liant à la section « Notes et références ».
QuébecOiseaux est une revue québécoise d’ornithologie éditée par l’association Regroupement QuébecOiseaux, spécialisée dans l'observation des oiseaux.
À chaque numéro, QuébecOiseaux aborde l’actualité, présente des sites d’observation fréquentés par les ornithologues amateurs, des livres, de l’équipement, un calendrier d’activités et donne des trucs pour attirer les oiseaux dans sa cour. On y retrouve aussi des chroniques portant sur les oiseaux d’ici, les observations saisonnières ainsi que sur la photographie.
Le magazine QuébecOiseaux a été lancé en août 1989. Regroupement QuébecOiseaux voulait profiter d’un certain engouement pour l’ornithologie en lançant un magazine. À cette époque, le magazine était publié en noir et blanc. En 1995, il se transforme et la couleur apparaît dans toutes ses pages.